# Pulau Medang (ö i Indonesien, Nusa Tenggara Barat)
Pulau Medang är en ö i Indonesien.   Den ligger i provinsen Nusa Tenggara Barat, i den centrala delen av landet, 1 200 km öster om huvudstaden Jakarta. Arean är 10,7 kvadratkilometer.
Terrängen på Pulau Medang är mycket platt. Öns högsta punkt är 30 meter över havet. Den sträcker sig 3,5 kilometer i nord-sydlig riktning, och 8,7 kilometer i öst-västlig riktning.